# Castell de Brandenburg
El castell de Brandenburg (en luxemburguès: Buerg Branebuerg; en francès: Le château de Brandenburg), es troba ara en ruïnes, està situat en un promontori rocós a uns 70 metres per damunt del poble de Brandenburg al nord-est de Luxemburg.
Té una història que es remunta als segles ix i x quan es va construir un fort de fusta al lloc. Al segle xiii constava de quatre plantes, de les quals solament tres romanen. El 1668, els francesos van atacar el castell, i posteriorment va caure cada vegada més en la ruïna. Ara és propietat de l'Estat luxemburguès.

## Galeria

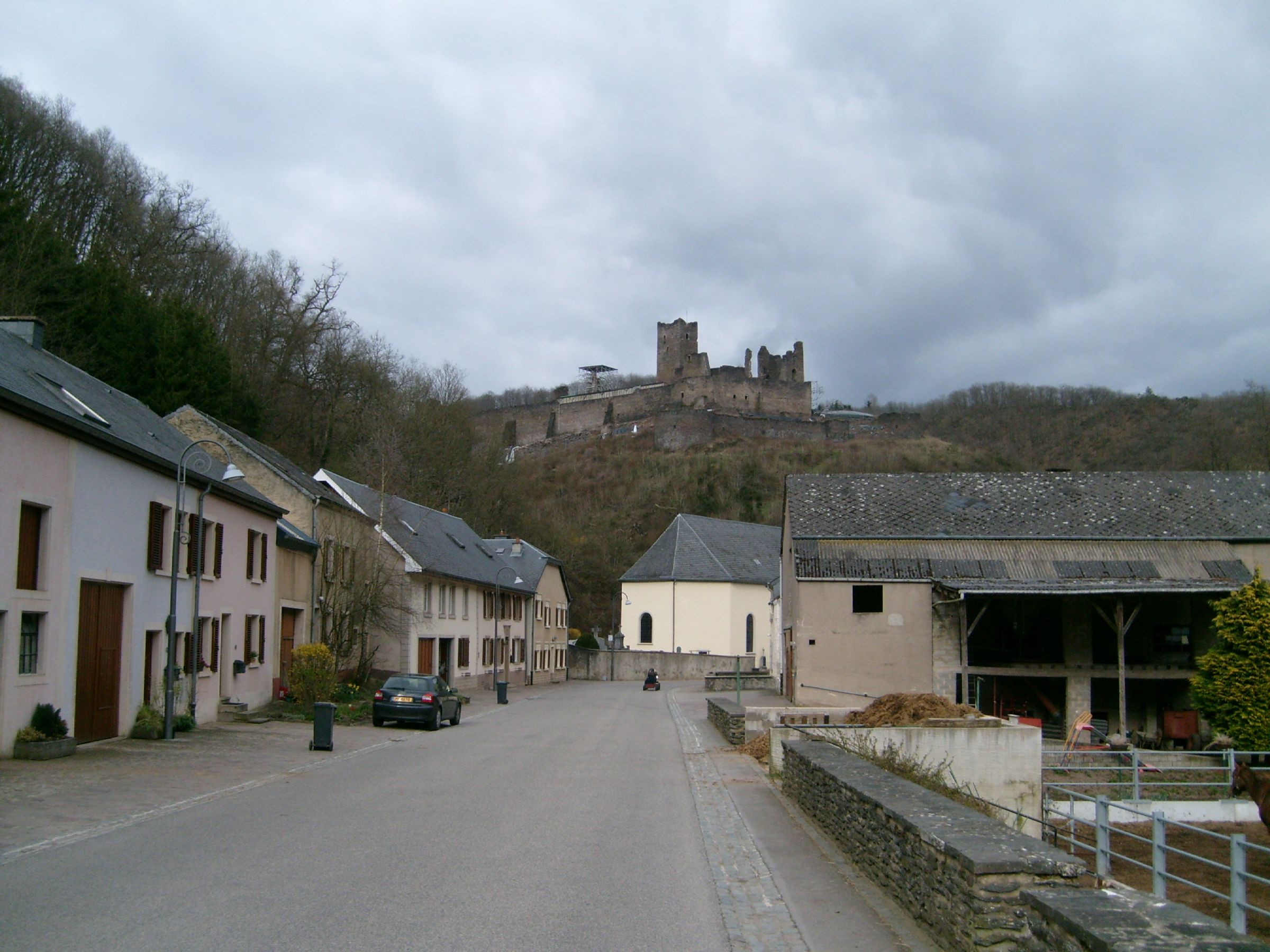
Vista del castell per sobre el poble
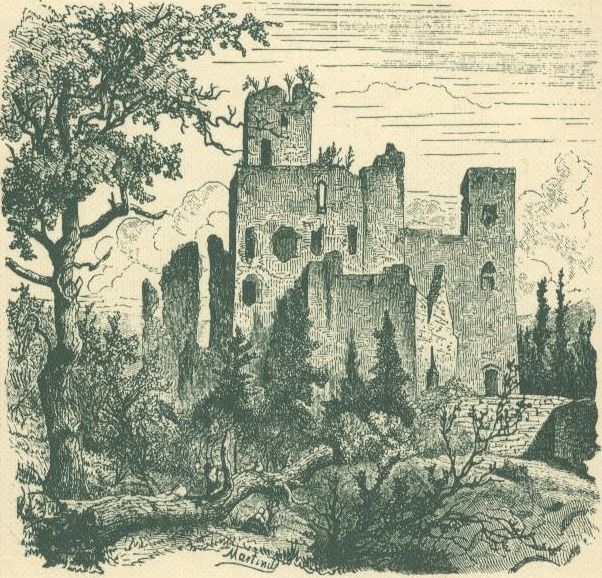
Dibuix històric per Martinus-Antonius Kuytenbrower (1857)
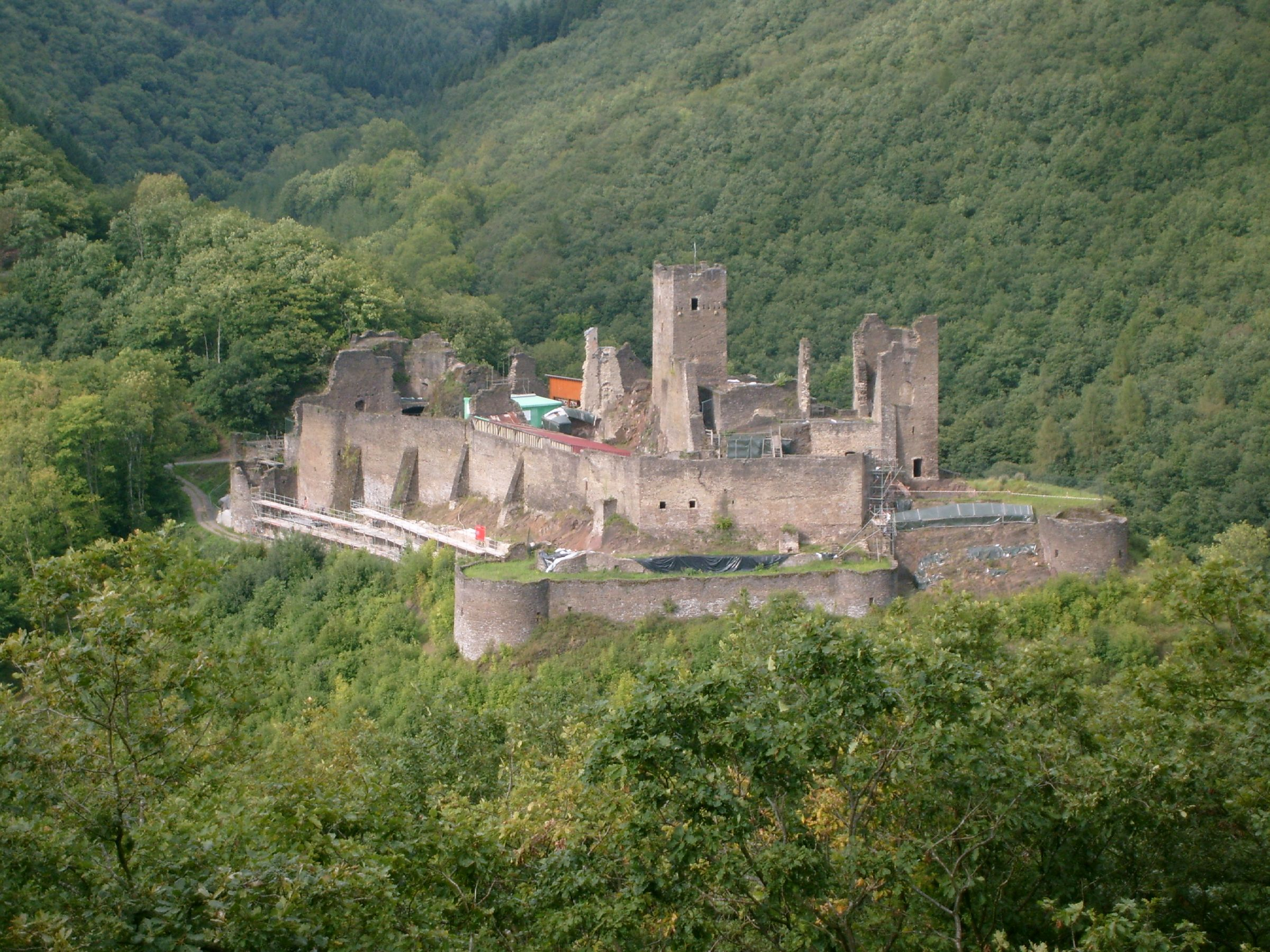
El castell des del sud